# IQVIA
 (septembre 2024).
 (avril 2021).
IQVIA, anciennement Quintiles et IMS Health, Inc, est une multinationale américaine spécialisée dans le traitement des données de santé. Elle fournit des services et d'analyse associés à la donnée de santé, y compris les services de conseil, ainsi que des logiciels de traitement des données de santé fourni aux professionnels.
Elle dispose d'un réseau de plus de 82 000 employés dans plus de 100 pays.
Son action est sujets à controverse, y compris en France, concernant le traitement réellement anonyme et consenti des données médicales collectées,.

## Histoire
Au cours de l'année 2016, Quintiles a fusionné avec IMS Health devenant ainsi QuintilesIMS. Avant la transaction, IMS Health était une entreprise américaine vendant des études, du conseil et du service pour les industries du médicament et les acteurs de santé et Quintiles était une entreprise américaine leader sur le marché des études cliniques.
En novembre 2017, la société a adopté le nouveau nom d'IQVIA et a changé son symbole boursier NYSE pour IQV.

## Activités
IQVIA constitue des bases de données et utilise des outils d'analyse pour apporter des services et des solutions de conseil aux acteurs du système de santé, notamment les laboratoires pharmaceutiques. Elle déclare des activités de lobbing auprès de l'union européenne à hauteur de 2,5 temps pleins.

### En France
IQVIA offre ses services à l'ensemble des acteurs du système de soins, comme les agences de santé publique, les assurances complémentaires, les biotechnologies, l'industrie du médicament et des produits de la santé, les offreurs de soins et les MedTech.
L'entreprise est spécialisée dans collecte et l'analyse des données de santé. IQVIA utilise ainsi plusieurs types de données de santé anonymisées, pseudonymisées ou non : 
- Des données du marché des médicaments, collectées via un partenariat entre IQVIA en France et 14 000 pharmacies françaises, qui transmettent automatiquement à IQVIA leurs données de santé.
- Des données médicalisées, collectées via un partenariat entre IQVIA et de nombreux médecins et professionnels de santé
- La base OneKey, une base de données des professionnels de santé en France
- IQVIA réalise également des études à partir des données publiques de l’Assurance Maladie

Grâce à l’analyse de ces données, IQVIA produit des analyses à destination de ses clients, qui ont pour vocation d’étudier les parcours de soins des patients, d’analyser la consommation médicamenteuse ou de préventions des situations à risques. Quelques exemples d’utilisation des données de santé :
- Analyse de l’impact d’une mauvaise observance médicamenteuse, enjeu clé pour la santé, sur l’économie : plus de 9 milliards d’euros d’économies potentielles pourraient être réalisées en une seule année en améliorant l’observance des pathologies chroniques [4],[5]:
- Prédiction de l’arrivée de l’épidémie de grippe annuelle, en collaboration avec le Réseau Sentinelles[6].
- Évaluation des marges d’économie pour l’Assurance Maladie, via l’utilisation de la télémédecine pour fluidifier les parcours de soins dans certaines pathologies[7].
- Dans le cadre de la gestion de l’épidémie de COVID-19, IQVIA a mis à disposition des autorités de santé en France plusieurs jeux de données et analyses, comme la consommation de tests antigéniques quotidienne[8].

Du fait de son activité de collecte de données et de la sensibilité de celles-ci, l’ensemble des activités d’IQVIA doit se conformer aux règles applicables en matière de protection des données personnelles: Loi Informatique et Liberté, Règlement Général sur la Protection des Données, exigences émises par la CNIL. IQVIA a ainsi par exemple obtenu deux autorisations de la CNIL pour ses activités de collectes de données auprès des pharmacies en France.

## Présence dans le monde
Au total, IQVIA emploie plus de 82 000 employés répartis dans plus de 100 pays dans le monde. Son chiffre d'affaires mondial est de 11 359 millions de USD en 2020[réf. nécessaire].

### En France
Présente en France depuis 1960, IQVIA France a son siège à Courbevoie (La Défense) en Île-de-France. Il s'agit d'une société par actions simplifiées qui emploie 1 500 personnes[réf. nécessaire].

## Controverses

### Jean-Marc Aubert et le Health Data Hub
Principal architecte du projet Health Data Hub lancé en décembre 2019, Jean-Marc Aubert, directeur de la Drees, quitte le service public pour retourner travailler au service d'IQVIA en dirigeant la filiale française, fonction qu'il exercera de 2019 à 2023. Ce départ alimente alors un soupçon de conflit d'intérêts dès fin décembre 2019,, puis après la diffusion d'un reportage du magazine Cash Investigation en mai 2021. Jean-Marc Aubert avait déjà travaillé dans cette société de 2013 à 2017, avant sa nomination à la Drees.
Dans un communiqué, IQVIA France assure qu'il n'y a « aucun conflit d'intérêts dans le parcours » de son directeur général, Jean-Marc Aubert, que « les changements de responsabilités de Jean-Marc Aubert ont tous été déclarés conformes par la commission de déontologie et ont fait l’objet d’une déclaration d’intérêt à la Haute Autorité pour la Transparence de la Vie Publique (HATVP) », et enfin que « le parcours de Jean-Marc Aubert s’est enrichi de responsabilités exercées au sein du public et du privé, sphères complémentaires pour développer une expertise fine des enjeux de santé »,.

### Enquête et contrôles de la CNIL
IQVIA a noué un partenariat avec 14 000 pharmacies françaises, stocke et traite des données de santé de clients de pharmacies en France. La CNIL qui avait donné un accord, lance cependant une enquête et des contrôles après la diffusion d'un reportage du magazine Cash Investigation en mai 2021,,. Depuis 2011, des pharmacies transmettent des données de santé à IQVIA sans accorder le droit d'opposition légal imposé par la loi jusqu'en janvier 2021, et le devoir d'information également imposé, sous la responsabilité de la pharmacie, n'est que rarement respecté. À la suite de cette affaire, la Commission nationale de l'informatique et des libertés (CNIL) a indiqué qu'IQVIA n'avait pas le droit de commercialiser les données de santé collectées à but promotionnel mais uniquement pour des « études non interventionnelles ». La CNIL lance une consultation nationale en octobre 2021, puis publie en 2022 un référentiel qui explique les principes du Règlement général sur la protection des données (RGPD) dans le cadre de la gestion sanitaire et administrative de la patientèle, qui concerne les pharmacies et leurs sous-traitants. Il précise que les pharmacies ne doivent collecter que « les données pertinentes et nécessaires », qui sont l'identité et les coordonnées de la patientèle, l'identifiant national de santé, le numéro de sécurité sociale, les données relatives à la santé (poids, taille, antécédents médicaux…) et encore les informations liées aux habitudes de vie.

### Documentaire
- Elise Lucet, « Cash investigation : Nos données personnelles valent de l'or », sur france.tv, France 2, 2021 (consulté le 19 mai 2021)